# Marcos Pirchio
Marcos Emiliano Pirchio (25 tháng 1 năm 1986) là một cầu thủ bóng đá người Argentina thi đấu cho Royal Pari tại Bolivian Primera División của Bolivia.